# ميدون (جحانة)

تعديل مصدري - تعديل

ميدون هي إحدى قرى عزلة سهمان جحانة بمديرية جحانة التابعة لمحافظة صنعاء، بلغ تعداد سكانها 485 نسمة حسب تعداد اليمن لعام 2004.